# Демпси, Ник
Николас Чарльз (Ник) Де́мпси (англ. Nicholas Charles "Nick" Dempsey; род. 13 августа 1980, Норидж) — британский яхтсмен-виндсёрфер, трёхкратный призёр Олимпийских игр (2004, 2012, 2016), двукратный чемпион мира 2009 и 2013 годов.

## Спортивная биография
Заниматься парусным спортом Ник начал в 7 лет. С 1998 года Демпси стал выступать на крупных международных стартах. В 2000 году британец принял участие в летних Олимпийских играх в Сиднее. В соревнованиях в классе Мистраль Демпси занял только 16-е место. На последующих чемпионатах мира Ник неизменно входил в десятку сильнейших и тем закономернее стал успех британца на летних Олимпийских играх 2004 года в Афинах. Перед заключительной гонкой соревнований Демпси шёл на четвёртом месте, но благодаря победе в решающем заезде и неудаче конкурентов Ник смог завоевать бронзовую медаль игр. Обратная ситуация сложилась с британцем на летних Олимпийских играх 2008 года в Пекине. Перед заключительной гонкой в классе RS:X Ник делил второе место с новозеландцем Томом Эшли, но неудачное выступление в последнем заезде отбросило Демпси на четвёртое место.
В 2009 году Демпси стал чемпионом мира, выиграв соревнования в RS:X, которые проходили в Великобритании. На летних Олимпийских играх 2012 года Демпси уверенно провёл все гонки, дважды занимая первое место. Набрав 41 очко, Ник стал серебряным призёром Игр, уступив только голландцу Дориану ван Рейсселберге. Спустя 4 года на Играх в Рио-де-Жанейро история повторилась — ван Рейсселберге выиграл золото, а Демпси стал вторым.
После окончания Игр в Рио-де-Жанейро Ник Демпси завершил спортивную карьеру.

## Личная жизнь
- Женат на двукратной олимпийской чемпионке Саре Эйтон. Есть два сына — Томас и Оскар. В конце 2012 года супруги разошлись[1].

## Статистика
| Соревнование/Год                   | 2000 | 2004 | 2007 | 2008 | 2011 | 2012 |
| ---------------------------------- | ---- | ---- | ---- | ---- | ---- | ---- |
| Летние Олимпийские игры            | 16   | 3    | -    | 4    | -    | 2    |
| Чемпионат мира по парусному спорту | -    | -    | 3    | -    | 13   | -    |